# Ка'а'ава (Гаваї)
Ка'а'ава (англ. Kaʻaʻawa) — переписна місцевість (CDP) в США, в окрузі Гонолулу штату Гаваї. Населення — 1421 особа (2020).

## Географія
Ка'а'ава розташована за координатами 21°32′35″ пн. ш. 157°51′2″ зх. д. / 21.54306° пн. ш. 157.85056° зх. д. (21.543144, -157.850479).  За даними Бюро перепису населення США в 2010 році переписна місцевість мала площу 3,42 км², з яких 2,06 км² — суходіл та 1,36 км² — водойми.

## Демографія
Згідно з переписом 2010 року, у переписній місцевості мешкало 1379 осіб у 455 домогосподарствах у складі 339 родин. Густота населення становила 403 особи/км².  Було 536 помешкань (157/км²).
Расовий склад населення:
| - 34,4 % — білих - 18,1 % — вихідців з тихоокеанських островів - 6,4 % — азіатів - 0,9 % — чорних або афроамериканців - 0,2 % — корінних американців |

До двох чи більше рас належало 39,2 %. Частка іспаномовних становила 10,4 % від усіх жителів.
За віковим діапазоном населення розподілялося таким чином: 24,7 % — особи молодші 18 років, 64,7 % — особи у віці 18—64 років, 10,6 % — особи у віці 65 років та старші. Медіана віку мешканця становила 37,0 року. На 100 осіб жіночої статі у переписній місцевості припадало 103,1 чоловіків;  на 100 жінок у віці від 18 років та старших — 102,7 чоловіків також старших 18 років.
Середній дохід на одне домашнє господарство  становив 94 703 долари США (медіана — 74 297), а середній дохід на одну сім'ю — 119 134 долари (медіана — 98 393). Медіана доходів становила 69 886 доларів для чоловіків та 42 000 доларів для жінок. За межею бідності перебувало 6,7 % осіб, у тому числі 0,0 % дітей у віці до 18 років та 6,6 % осіб у віці 65 років та старших.
Цивільне працевлаштоване населення становило 560 осіб. Основні галузі зайнятості: освіта, охорона здоров'я та соціальна допомога — 20,0 %, науковці, спеціалісти, менеджери — 14,8 %, будівництво — 14,1 %.